# 가스카베촌
가스카베촌(春日部村)은 효고현 히카미군에 있던 촌이다. 현재의 단바시 중심부의 북동부 일대에 해당한다.

## 역사
- 1889년 4월 1일 - 정촌제 시행에 의해  6촌의 구역을 가지고 성립하였다.
- 1955년 3월 20일 - 구로이정, 오지촌, 고쿠료촌, 후나키촌과 합병해, 가스가정이 성립, 동일 가스카베촌은 폐지되었다.

## 교통

### 철도
구촌지역에 일본국유철도 후쿠치야마선이 지나가지만, 역은 소재하지 않았다.

### 도로
- 국도 제175호선

현재 구촌지역에는 마이즈루와카사 자동차도의 가스가 나들목 부지의 일부가 있지만, 당시에는 미개통 상태였다. 

## 참고문헌
- 角川日本地名大辞典 26 京都府